# 谭瑞荣
谭瑞荣，艺术家，生于中国贵阳，久居新加坡。新加坡《源》杂志（新加坡宗乡会馆联合总会）总编辑，新加坡美术总会理事、文艺协会理事、艺术剧场副主席（代理主席），《新加坡艺术》杂志编辑顾问。擅长将字与画结合，以绘画诠释汉字。
出版有《字形画》系列丛书，学术专著《字形画识字法研究》，文论集《见山呓语》，画集《色相集》、《南洋空间》等。美术作品曾在多地展出和获奖。
油画作品《望山》，2013年获大华银行集团年度绘画大赛（新加坡）银奖。

## 生平
11岁开始学习绘画，1977年考入贵州艺术学校（今贵州大学音乐学院），后又考上北京师范大学汉语言文字研究生。
创作有“字形画”识字法，基于简体汉字外形，辅以“造画理据”和“造字理据”，以美术手段将汉字绘成图画，以利汉字学习。相关出版物曾获新加坡小学采用。

## 著作
- 《色相集》油画作品专集
- 《字形画》丛书
- 《字形画之生肖宝宝爱识字》
- 《字形画之校园识字大王》
- 《字形画识字法研究》学术专著
- 《梦中的橄榄树》剧本
- 《平常的故事》 小说
- 《走过开阔地》 散文
- 《见山呓语》文集